# John N. Stockwell
John Nelson Stockwell, född 10 april 1832 i Northampton, Massachusetts, död 18 maj 1920 i Cleveland, Ohio, var en amerikansk astronom. 
Stockwell blev, efter anställningar som räknebiträde vid "United States Coast Survey" och vid observatoriet i Washington, D.C., professor i matematik och astronomi vid Case School of Applied Science i Cleveland, Ohio, 1881. Han utgav många avhandlingar huvudsakligen över månens och planeternas rörelser. Han var den förste som fäste uppmärksamheten vid de egendomliga luckorna i asteroidernas förekomst mellan Mars och Jupiters banor.